# Sainte-Eulalie-en-Royans
Sainte-Eulalie-en-Royans è un comune francese di 544 abitanti situato nel dipartimento della Drôme della regione dell'Alvernia-Rodano-Alpi.

## Società

### Evoluzione demografica
Abitanti censiti